# All That Remains (album)
All That Remains je třetí studiové album heavy metalové kapely Fozzy. Na rozdíl od předešlých dvou alb, All That Remains obsahuje jejich vlastní songy pod jejich vlastními jmény. Na albu si zahostovali členové kapely Alter Bridge, Myles Kennedy a Mark Tremonti. Mimo to se tak také objevil Zakk Wylde, rapper Bone Crusher a kytarista Megadeth, Marty Friedman. Vylepšená verze alba, All That Remains: Reloaded, bylo vydáno 25. března 2008. Je to dvoudiskový set který obsahuje i DVD jménem Live in the UK.

## Seznam skladeb
1. "Nameless Faceless" feat. Myles Kennedy
2. "Enemy"
3. "Wanderlust" feat. Zakk Wylde
4. "All That Remains"
5. "The Test"
6. "It's a Lie" feat. Bone Crusher
7. "Daze of the Weak"
8. "The Way I Am" feat. Mark Tremonti
9. "Lazarus"
10. "Born of Anger" feat. Marty Friedman